# 渡辺美穂 (ヴァイオリニスト)
渡辺 美穂（わたなべ みほ、1983年1月22日 - ）は、名古屋市生まれの日本のヴァイオリニスト。

## 経歴
1983年、名古屋市に生まれる。3歳よりヴァイオリンを始め、林茂子、久保田良作、ゲルハルト・ボッセ、ジェラール・プーレ、澤和樹に師事する。
東京芸術大学音楽学部附属音楽高等学校に進学し、2年の時に第53回全日本学生音楽コンクール（1999年）に高校生の部バイオリン部門全国大会で1位を獲得し、コンクール諮問委員より、｢素質の良さが将来に大きな期待を抱かせる」、「音色の感性も良いすべての面において高い能力を持つ」と評価を受ける。
東京芸術大学へ進学し2005年に卒業。卒業時には「アカンサス音楽賞」を受賞し、東京芸術大学大学院へ進学する。
2006年には大学院在学中に東京フィルハーモニー交響楽団へ入団する。東京フィルハーモニー交響楽団では第2バイオリン・フォアシュピーラー（次席奏者）を務め、若手実力派バイオリニストとして注目を集めた。
2012年9月1日から大阪フィルハーモニー交響楽団に入団すると共にコンサートマスターに就任した。大阪フィルは強烈な個性集団なので、その中で活躍できるのは大変な喜びであるとした。また、大阪フィルハーモニー交響楽団で女性がコンサートマスターを務めるのは2回目なので、ステージで団員たちの視線を一身に浴びるのは慣れがたいと語った。大阪フィルハーモニー交響楽団は2014年12月までを務めた。